# Michael Anacker
Michael Anacker (* 1968 in Hagen) ist ein deutscher Philosoph.

## Leben
1999 schloss er das Magisterstudium (Philosophie, Anglistik, Geschichte) mit einer Arbeit über Quines Holismus und Naturalismus ab. Nach der Promotion 2003 im Fach Philosophie mit einer Dissertation über Möglichkeiten und Reichweite einer interpretationalen Erkenntnistheorie ist er seit 2003 wissenschaftlicher Mitarbeiter in Bochum. Nach der Habilitation 2011 an der Fakultät für Philosophie und Erziehungswissenschaft der Ruhr-Universität Bochum vertrat er 2013 die Professur für Naturphilosophie am Institut für Philosophie der FSU Jena und 2013/2014 die Professur für Theoretische Philosophie am Institut für Philosophie der FSU Jena. 2018 wurde er zum außerplanmäßigen Professor der Fakultät für Philosophie und Erziehungswissenschaft an der Ruhr-Universität Bochum ernannt.
Seine wissenschaftliche Interessen sind klassischer Pragmatismus, Erkenntnis- und Wissenschaftstheorie, Geschichte des Verifikationismus, Geschichte der Psychologie und Sinnesphysiologie, Sprachphilosophie und Philosophie der Musik.
Seit 1986 ist sein Musikprojekt „Kallabris“ aktiv, das mehrere Alben mit elektronischer Musik (Industrial) veröffentlichte.

## Schriften (Auswahl)
- Interpretationale Erkenntnistheorie. Eine kritische Untersuchung im Ausgang von Quine und Davidson. Paderborn 2005, ISBN 3-89785-177-6.
- Unterbestimmtheit und pragmatische Aprioris. Vom Tribunal der Erfahrung zum wissenschaftlichen Prozess. Münster 2012, ISBN 978-3-89785-772-8.
- mit Nadia Moro (Hg.): Limits of knowledge. The nineteenth-century epistemological debate and beyond. Mailand 2016, ISBN 978-88-6977-013-5.
- mit Gert König, Erika Töller und Michael Flacke (Hg.): Jakob Friedrich Fries: Sämtliche Schriften. Amsterdam 2019, ISBN 3-511-03681-X.